# Fushimi, Kyoto

Fushimi-ku

Fushimi (伏見区 Fushimi-ku?) este un Diviziuni administrative al Kyoto în Japonia.